# トラビス・シッコーラ
トラビス・アルビン・シッコーラ（Travis Alvin Sykora, 2004年4月28日 - ）は、 アメリカ合衆国テキサス州ラウンドロック出身のプロ野球選手（投手）。右投右打。MLBのワシントン・ナショナルズ傘下所属。

## 経歴
2023年のMLBドラフト3巡目（全体71位）でワシントン・ナショナルズから指名され、プロ入り。なお、契約しない場合はテキサス大学オースティン校へ進学の予定であった。
2024年、傘下のA級フレデリックスバーグ・ナショナルズでプロデビュー。20試合に先発登板して5勝3敗、防御率2.33、129奪三振を記録した。また、カロライナリーグの最優秀投手にも選出されている。

## 投球スタイル
恵まれた体格から投げ込む速球は95〜98mphを計測する。変化球では80mph中盤を計測するスプリッターの評価が高く、変化量の小さいスライダーも備える。

## 詳細情報

### 表彰
MiLB
- カロライナリーグ最優秀投手賞：1回（2024年）